# エフエム宮崎
株式会社エフエム宮崎（エフエムみやざき、英: MIYAZAKI FM BROADCASTING CO., LTD.）は、宮崎県を放送対象地域として超短波放送（FMラジオ放送）を行っている特定地上基幹放送事業者である。通称はFM宮崎、愛称はJOY FM（ジョイ エフエム）。
コールサインはJOMU-FM。JFN系列のFMラジオ局。FMQリーグにも加盟する。

## 概要
宮崎県の民間放送局では唯一の、宮崎県全域を放送対象地域とするFMラジオ局。地元紙の宮崎日日新聞社（第1位の大株主）およびテレビ宮崎 (UMK、第3位の大株主) の関連企業である。宮崎日日新聞社取材のニュースが「宮崎日日新聞ローカルニュース」として開局時から放送されている。ほかには朝日新聞社（第2位の大株主）とも提携関係を強化している。

また、当局含めたJFN系列38局はACジャパン（旧・公共広告機構）の正会員企業の一つである。
1984年開局より本社・演奏所（スタジオ）はUMKの敷地内にある『UMKスポーツスタジオ』を増床するかたちで設けられていたが、社屋の老朽化を理由に2024年4月1日より宮崎日日新聞社本社（宮日会館）の10階へ移転し、放送機材も一新した。

## 事業所
本社・演奏所
- 宮崎県宮崎市高千穂通1丁目1番33号 宮日会館10階[9]

東京支社
- 東京都千代田区麹町一丁目8番地 JFNセンター8階

## 沿革

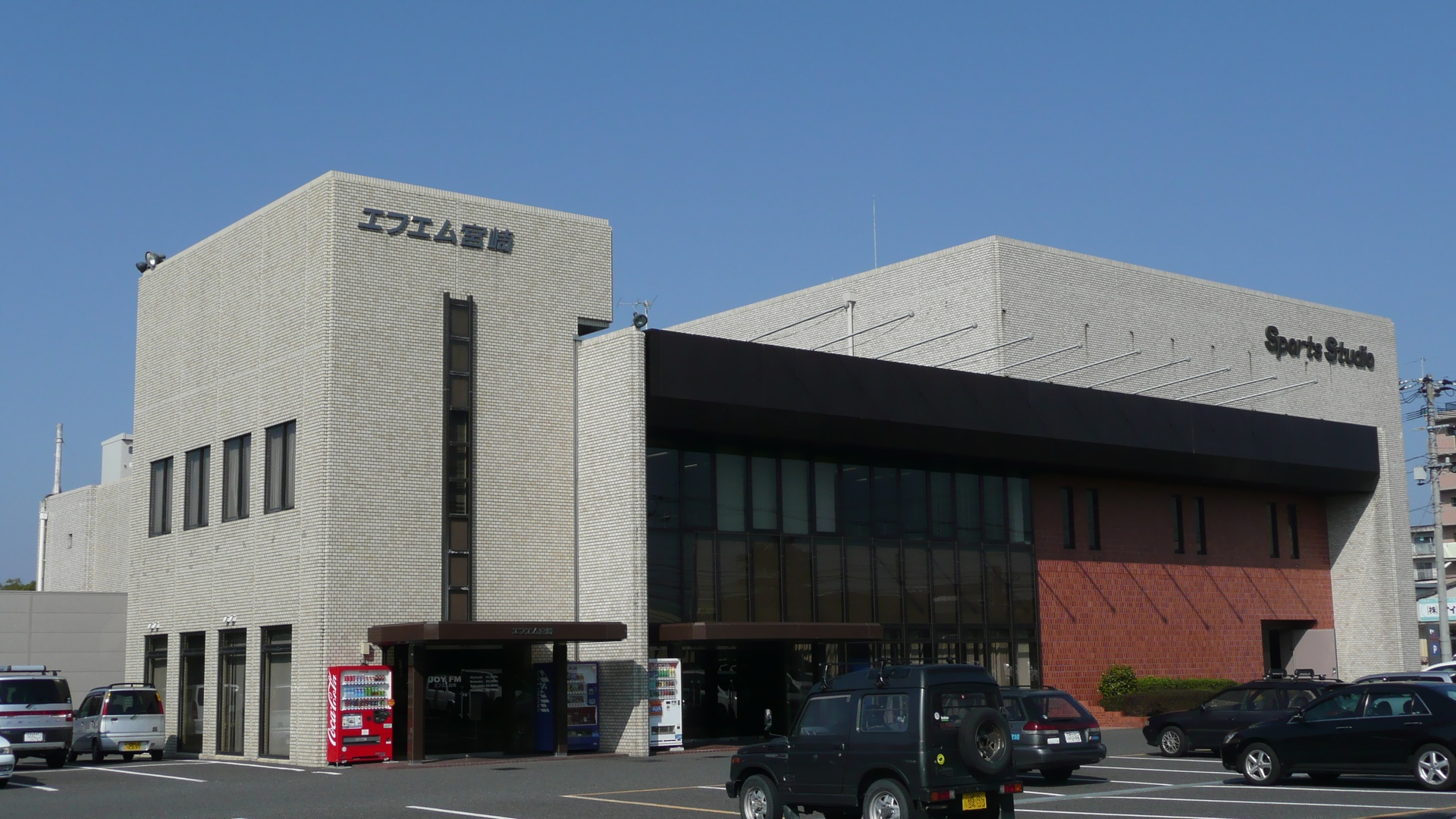
1984年開局から2024年3月までの本社・演奏所（UMKスポーツスタジオ、宮崎市祇園2丁目78番地）

- 1982年（昭和57年）10月27日：全国22地区[注 2]に県域FMラジオ局の第4次周波数割り当てがなされる[11]。
- 1984年（昭和59年）
  - 1月23日：放送局（現・特定地上基幹放送局）の予備免許取得[12]。
  - 5月4日：株式会社エフエム宮崎設立[12]。当時の資本金は4億9,600万円[13]。
  - 10月20日：試験電波発射[13]。ステーションソング『サウンドシャワー』（作詞・作曲・歌唱：小坂恭子）も同日より放送している[14]。
  - 11月8日：放送局の免許取得[12]。
  - 11月10日：サービス放送開始。
  - 11月24日：開局記念式典を当時の本社・演奏所でもあるUMKスポーツスタジオで開催[15]。
  - 12月1日：全国12番目の民放FMラジオ局として開局[12]（九州・沖縄では4番目の開局）。当時のサービスエリアは高千穂地区を除く宮崎県内[注 3]と四国[注 4]、鹿児島県の一部[注 5]の150万人、44万世帯[13][15]。
- 1986年（昭和61年）
  - 1986年（昭和61年）2月時点での番組の割合はジャパンエフエムネットワーク（JFNC）が50%弱、FM東京（TOKYO FM）が約20%、自社番組が約30%であった[16]。
  - 4月9日：高千穂中継局開局[12]。
  - 11月25日：串間中継局開局[12]。
- 1994年（平成6年）12月：開局10周年を迎え、愛称を「JOY FM」と決定[12]。
- 1995年（平成7年）3月29日：文字多重放送（見えるラジオ）開始。コールサインはJOMU-FCM。
- 2011年（平成23年）
  - 1月26日：LISMO WAVEによる配信を全国FM連合加盟各局と同時に開始。(2019年（令和元年）9月30日終了）
  - 12月5日：ドコデモFMによる配信をJFN加盟各局と同時に開始。（2021年（令和3年）2月28日終了）
- 2014年（平成26年）3月31日：文字多重放送廃止。
- 2020年（令和2年）4月1日： 同日12時よりIPサイマルラジオ「radiko」通常版ならびに「radikoプレミアム・エリアフリー」（有料会員制、全国で聴取可能）ともに全国配信を開始[17][18]。
- 2024年（令和6年）4月1日 - 本社・演奏所をUMKスポーツスタジオ（宮崎市祇園2丁目78番地）から宮日会館（宮崎日日新聞社本社、宮崎市高千穂通1丁目1番33号）10階へ移転、放送機材も一新[9]。記念番組『FMOVE!』（エフエムーブ）4月1日から4月4日まで宮日会館1階から公開生放送で実施[10]。

## 送信所
4送信所を設置し、宮崎県のほぼ全域（北部山間部を除く）、鹿児島県の錦江湾沿岸と大隅半島全域、種子島・屋久島、さらには四国の一部（高知県南西部）を公式のサービスエリアとしている。ただし状況によってはサービスエリア内で受信できないことがある一方で、サービスエリア外でエフエム宮崎を受信できることもある。
北部山間部の入郷地区（美郷町・諸塚村・椎葉村）や西米良村などを中心に聴取が困難、あるいは不可能な地域が存在する。このうち入郷地区については、NHK-FMの中継局は設置されている。
開局時の中継局は延岡のみ。このため、県北西部の高千穂地区を中心に聴取できない地域が存在したが、開局当初から鹿児島県・四国の一部はサービスエリアとしていた。また、サービス放送期間中には奄美大島や高知県からの受信報告があった。ちなみに開局時には串間・高千穂・日向・東郷への中継局設置計画や西郷への中継局設置構想があったが、実現したのは串間と高千穂の2中継局のみ。
| 親局   | 周波数  | 空中線電力 | 備考 |
| ------ | ------- | ---------- | --- |
| 宮崎   | 83.2MHz | 1kW        | テレビ宮崎と施設を共用。 送信所は鰐塚山（海抜1,118m）にあり、宮崎県の南部（串間市などを除く）と北部の一部を対象としている。 また鹿児島県の大隅半島全域と霧島市・鹿児島市・種子島・屋久島も公式のサービスエリアとしており、 鹿児島県内のカバー率は6割を超える。 これは人口に換算すると宮崎県内のカバー人口をわずかに上回り（2007年時点で宮崎県・鹿児島県いずれも約112万人）、 大隅地方の山間部を中心に地元のエフエム鹿児島（1992年開局）のサービスエリアから外れる一方で、エフエム宮崎のサービスエリアに含まれている地域も存在する。 南日本新聞（鹿児島県の地方紙）では開局当初から2024年1月28日まで『JOMU・FM宮崎』（2005年2月13日付から『JOY・FM宮崎』）として当局の番組表を掲載していた。 |
| 中継局 | 周波数  | 空中線電力 | 備考 |
| 延岡   | 89.5MHz | 200W       | NHKと施設を共用。 延岡市とその周辺が対象。 |
| 高千穂 | 84.9MHz | 100W       | テレビ宮崎と施設を共用。開局後の1986年に設置。 主に高千穂町を中心とした西臼杵郡が対象。 |
| 串間   | 80.7MHz | 10W        | テレビ宮崎と施設を共用。開局後の1986年に設置。 主に串間市内が対象。 |

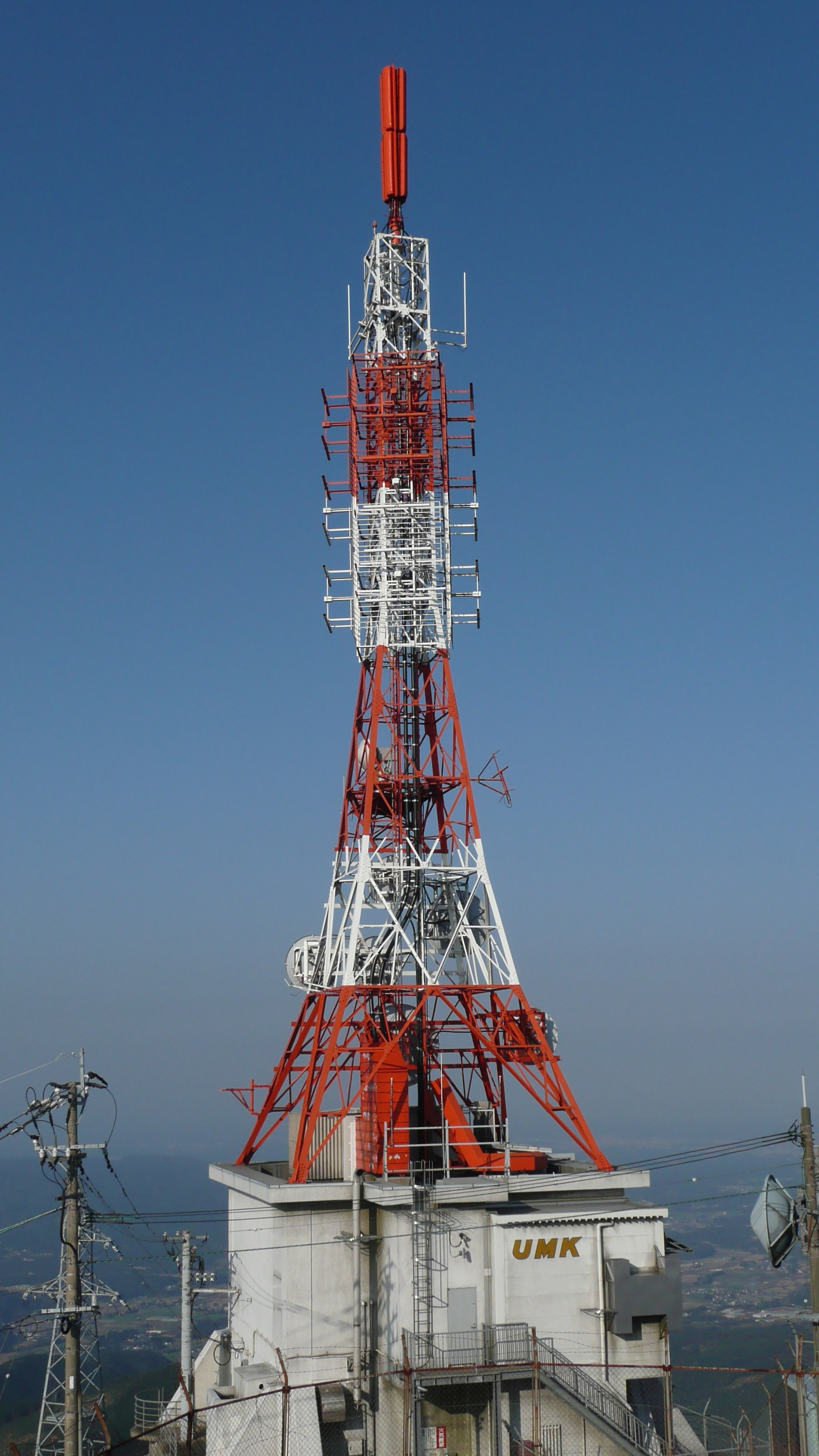
鰐塚送信所（親局）
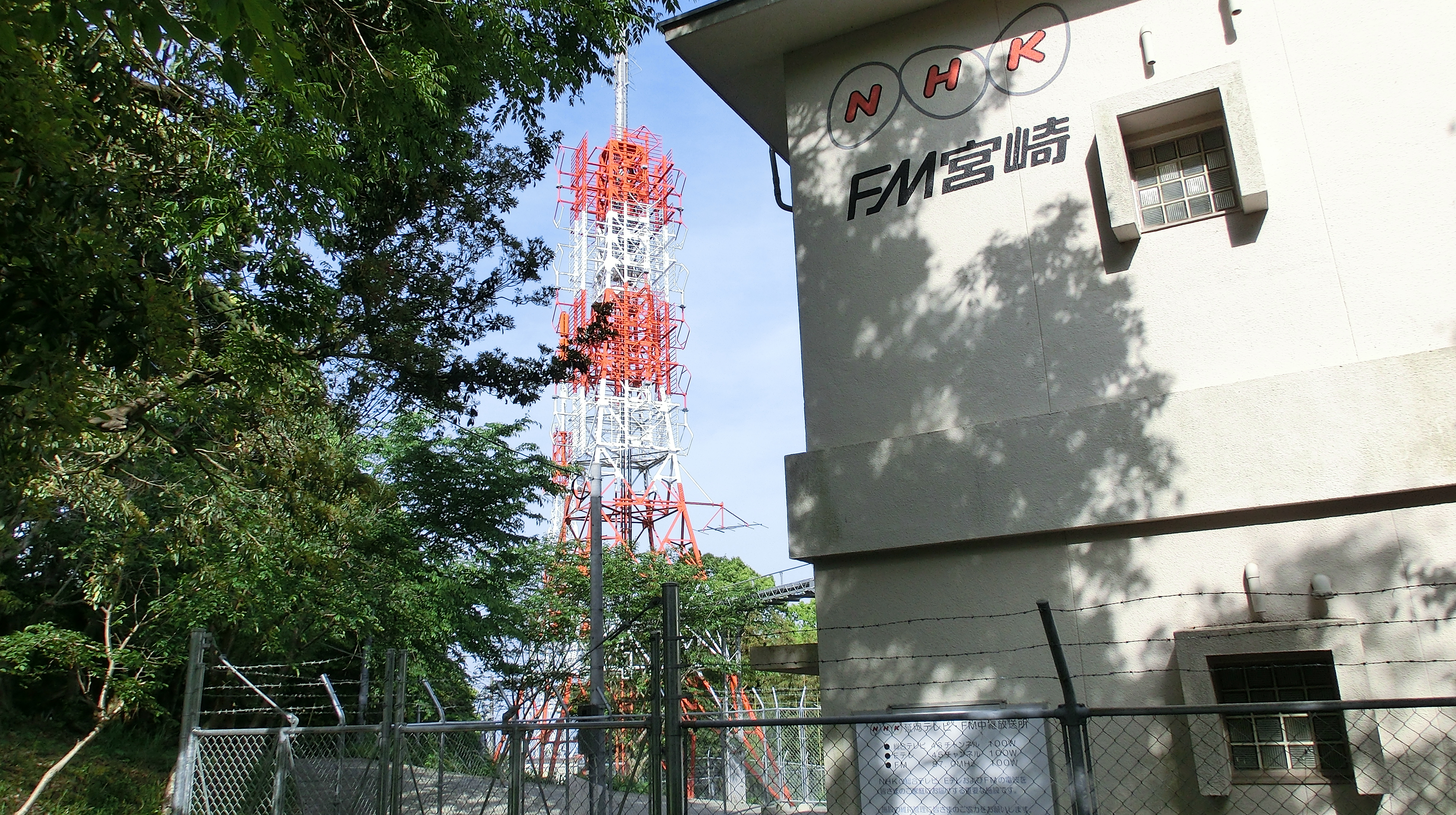
延岡中継局
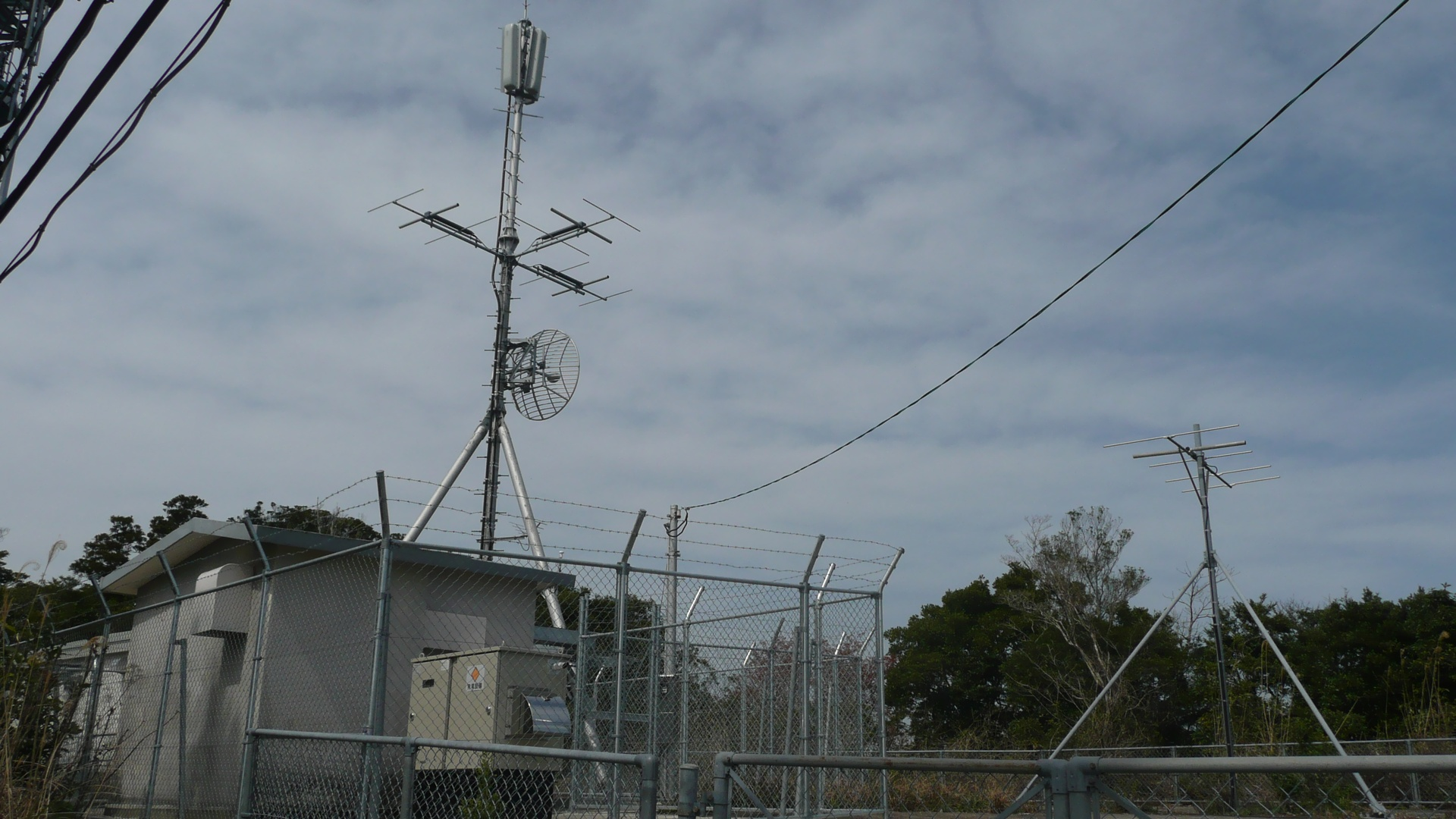
串間中継局

## 資本構成
企業・団体の名称、個人の肩書は当時のもの。出典：

### 2015年10月1日
| 株主           | 比率   |
| -------------- | ------ |
| 宮崎日日新聞社 | 18.81% |
| 朝日新聞社     | 11.20% |

## 主な番組
通常は終夜放送=24時間放送を実施しているが、月曜の2:00 - 5:00（日曜深夜）に放送を休止する。2:00の時報後の局名告知（エンディング）が流された後にすぐ停波し、4:50頃からピー音を発射（「シ」の音）した後、4:56頃に局名告知（オープニング）を放送して1週間の放送を開始する。

### 現在
2024年4月時点。現在の番組の詳細は、公式サイトのタイムテーブルまたはプログラムを参照。
随時
- J's Time / J's Spot

エフエム宮崎におけるパワープレイナンバーを放送する番組。
- JOY FM NEWS & WEATHER INFORMATION

ニュースと天気予報を伝える。宮崎日日新聞の協力で曜日・時間帯により担当が異なる。時間帯によっては番組コーナーとして扱われる。フリーアナウンサーもニュースを読んでいる。
かつては読売新聞や朝日新聞の協力による全国ニュースも平日に放送されていたが2011年3月までに終了。2007年4月時点では月曜・水曜・金曜に朝日新聞、火曜・木曜に読売新聞による全国ニュースが放送されていた（同時点での放送時間は7:55、9:20、11:55、18:55、19:55の1日5回）。
- JOY FM TRAFFIC INFORMATION

日本道路交通情報センター （JARTIC）の協力で交通情報を平日と土曜日に放送。時間帯によっては番組コーナーとして扱われる。
- Today みやざき（月曜 - 金曜 9:06 - 9:11、日曜 10:55 - 11:00）[27]

宮崎県の県政・広報番組。平日は9時台に番組コーナー、日曜日は単独番組として放送される。2007年4月時点では土曜日も放送していた。
レギュラー番組

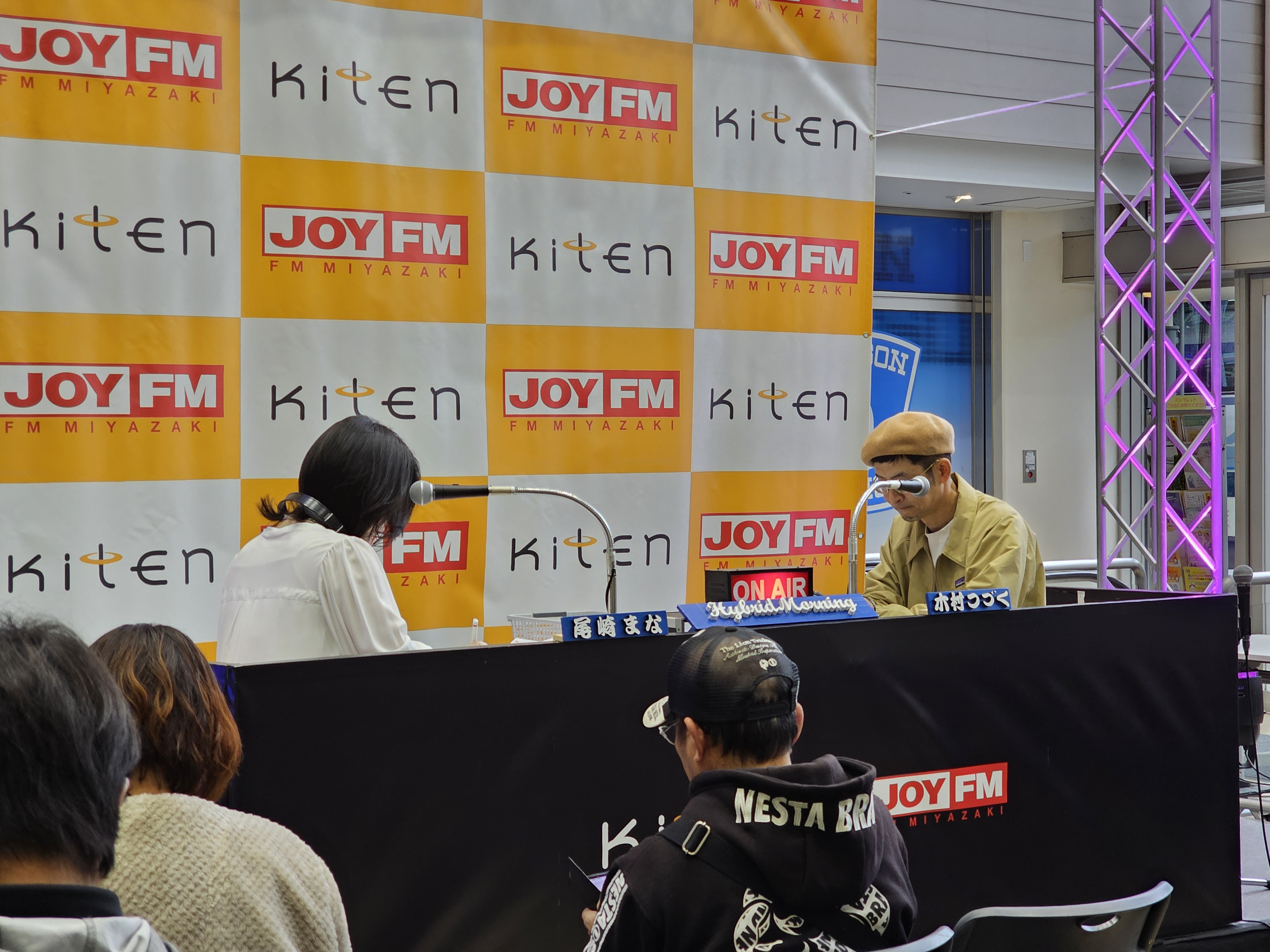
「HYBRID MORNING」公開生放送直前の様子（2024年3月、宮崎駅西口前・KITEN1階）

- 〜Good Morning Miyazaki〜 JOYFM HYBRID MORNING（月曜 - 木曜 8:20 - 10:55）[28] - DJ：木村つづく・尾崎まな（月曜・火曜、2023年4月 - ）[28]・児玉真美（水曜・木曜、2012年4月2日 - ）

2005年4月開始（当初の放送時間は8:21 - 10:50）、当初から木村つづくと女性パーソナリティーの2人体制である。2007年時点では鹿児島県の天気予報も番組中に読み上げていたほか、2024年現在も続く「ザ・ランキング」「ボイス・トゥ・ボイス みやざき100万人の声」のコーナーも既に放送されていた。
過去のパーソナリティー：榎木田智子（2007年5月 - 2012年3月29日）、梅田美賀（2012年4月4日 - 2013年3月28日）、村上史（水曜・木曜、2013年4月3日 - 2015年3月）、赤間瞳（月曜・火曜、2015年4月 - 2023年3月28日）
- 夕mix〜音の旅〜（平日 16:00 - 16:54） - パーソナリティ：加藤亮作

2015年4月1日放送開始。宮崎県内のオールジャンルのDJが選曲・MIXした音楽を放送。

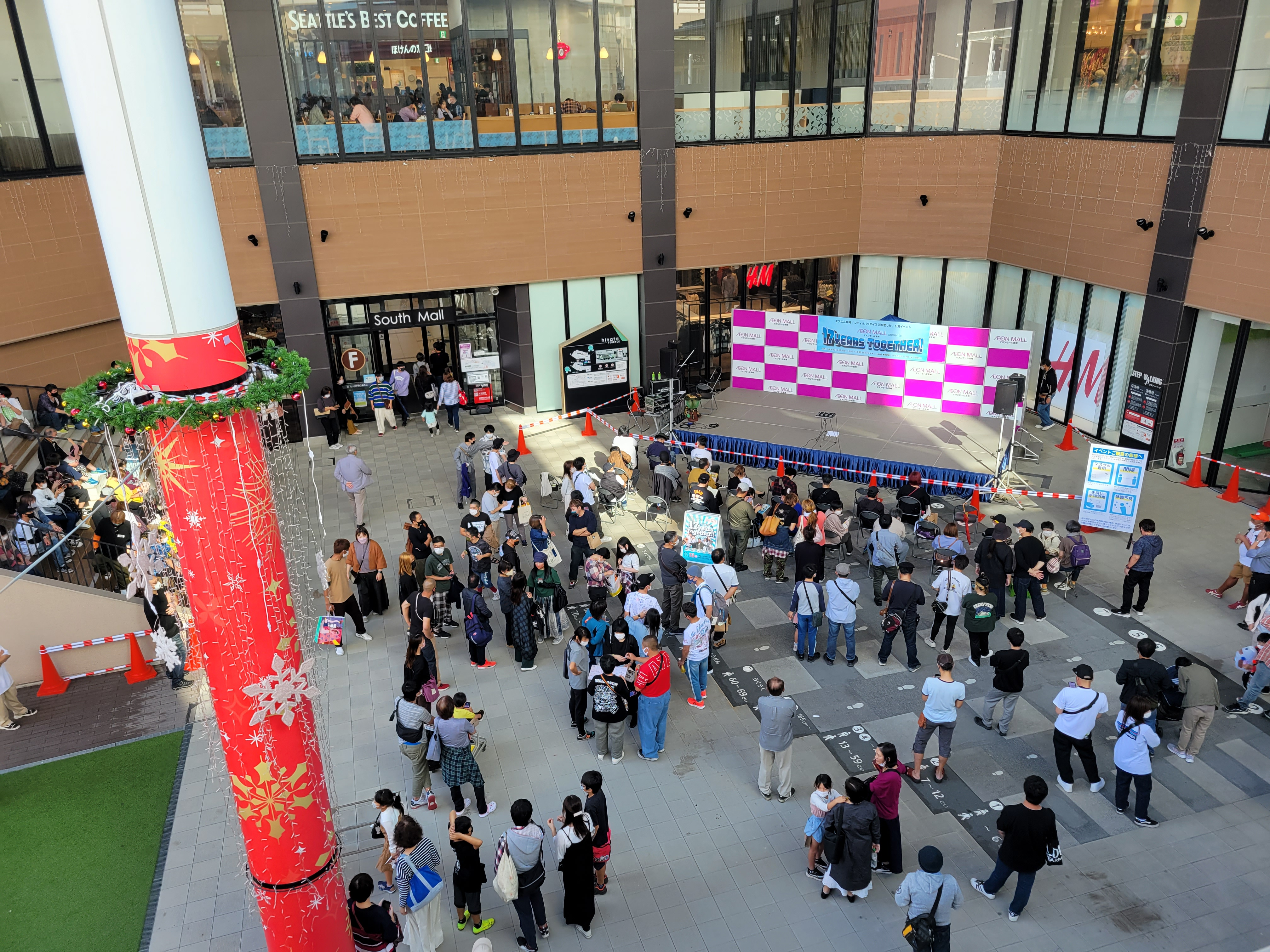
「耳恋」公開イベント開始前の様子（2022年11月13日、イオンモール宮崎中庭）

- Radio Paradise 耳が恋した![7]（月曜 - 木曜 17:15 - 18:55） - メインDJ：濱田詩朗（シロー）　アシスタント：コレナガカオリ（月曜）、黒木梨澄（火曜）、小野一絵（水曜）、加藤亮作（木曜）

通称耳恋。「耳が恋した!」は1999年当時の局のキャッチコピー。
2000年4月開始。当初は金曜日を含む平日19:00 - 19:55枠でのオールリクエスト番組であり、後にメインDJとなる濱田詩朗（シロー）は水曜・木曜パーソナリティーのひとりであった。月・火は藤森皇一と江藤友光子、水・木は濱田詩朗と永田友美、金曜は斉藤尚美が担当していた。2002年4月時点では平日18:30 - 19:55の枠でシローとアシスタント2名を合わせた3人体制での放送であった。2003年10月より月曜 - 木曜の同時間帯での放送となりこの際にオールリクエスト番組から一般的なリクエスト番組となり、シローとアシスタント（当時は局アナウンサーの米谷奈津子）の掛け合いを重視するスタイルへと変化した。2013年9月より17:10 - 18:50に番組枠を移行し、2019年4月より19時台に再進出したが、2024年4月に18時台までの放送となる。
2005年5月16日放送分よりイオンモール宮崎のサテライトスタジオからの生放送を行っていたが、2017年6月1日放送分をもって終了し、6月5日放送分よりエフエム宮崎のスタジオからの生放送を行っている。
- ら・ら・ラジオ♪（金曜 8:20 - 10:55） - DJ：奥山真帆
- Bunnyのナツウタ～昭和歌謡をあなたに～（金曜 11:30 - 13:55） - パーソナリティー：Mr.バニー

昭和に発売された楽曲のみを流していた『昼どき!歌謡パラダイス』のコンセプトを引き継いだ番組。パーソナリティーは『昼どき!歌謡パラダイス』の2011年4月から番組終了の2013年3月の毎週木曜日のパーソナリティーを担当していたMr.バニーが担当。12時55分からミニ番組があるため、一旦番組を終わる際は「一時台もよろしく哀愁」と結び、番組の締めは2019年4月分より、後続番組『マダムとマドカの魔女会』の番組タイトルをもじって「この後は、悪魔と悪魔は◯◯◯でお楽しみ下さい」という番組紹介で結び、別れの挨拶は「バイバイキーン」で終わる。関連会社テレビ宮崎の『さんさんサタデー』で共演した重信優(マー坊)が死去した週の放送にはマー坊追悼メールが届き、『さんさんサタデー』のテーマ曲だった高中正義の「LADY TO FLY」がリクエストされた。
- マダムとマドカの魔女会（金曜 14:00 - 15:50）パーソナリティー：マダム、山本円
- SUPER FRIDAY DJ POCKY's RADIO SHOW! WEEKEND JAM（金曜 17:05 - 19:00）[6] - DJ：DJ POCKY

かつて金曜日の8:20 - 18:55に設定されていたワイド枠『SUPER FRIDAY』（スーパーフライデー）を2021年現在も名乗っている。
2000年4月開始。現行とほぼ同じ放送枠となったのは2015年4月以降。番組開始当初は12:00 - 14:50と17:00 - 18:55、2002年時点では11:30 - 15:55と17:00 - 18:30、2007年4月時点では11:30 - 15:55と17:00 - 18:55の二部構成で、2015年3月時点では13:00 - 15:55の枠で放送していた。
2009年時点では20代から40代までを対象としていたが、実際の番組内容は20代・30代が中心との指摘があった。
- アクセス〜就労支援情報チャンネル〜（土曜 9:30 - 9:40）
- ケイコの Life is Journey（土曜 11:25 - 11:40）パーソナリティー：河野景子

2024年1月開始。
- DJ SOULJAH "PRIMECUTS"（土曜 12:00 - 12:50）
- ポッキーのDX RADIO CLUB（土曜 18:00 - 18:55）パーソナリティー：DJ POCKY、成田郷、Mr.Bunny
- 今夜もバニー先輩!（土曜 20:00 - 20:55）[40] - DJ：Mr.Bunny
- dig app!（日曜 18:00 - 18:55） - DJ：奥山真帆

2020年4月に月曜 - 木曜の帯番組（13:30からの25分番組）として開始。2024年4月より週1回の55分番組となった。帯番組時代は最新の楽曲やテーマに沿った楽曲を掛け流す音楽番組であったが、2024年4月以降は書籍や映画の紹介、アーティストからのコメントやインタビューを紹介するコーナーを追加している。
- KENTA KASHIWADEの声が枯れるまで（毎月第1日曜 19:00 - 19:55）パーソナリティー：膳憲太、DJ SHIRO、加藤亮作

元は2019年お正月に1回限りで放送された特別番組だったが、現在毎月第1日曜日と、ツキイチではあるがレギュラー放送として復活して放送されている。コンセブトはボケ役のDJ SHIROと加藤亮作がボケまくり、元同局のアナウンサーで現在は営業部所属の膳憲太の声を枯らす事である。

### 過去
平日
- FMモーニングワイド（開局当初の朝ワイド番組、1986年2月時点では8:20 - 10:00に放送[16]）
- Morning Spice（月曜 - 金曜　7:30 - 10:55）
- M's Press（月曜 - 木曜 7:30 - 9:00、2001年4月 - 2003年9月）

2001年度は『AREA J-Morning M's Press』として月曜 - 金曜 7:30 - 9:00の枠で放送、2002年度以降は月曜 - 木曜に短縮しAREA J-Morningの冠を外した。2003年10月の改編で終了し、Open Sesame!（JFNC）の部分ネット開始とアサラジ・スクエアの放送枠拡大がなされた。
- アサラジ・スクエア（月曜 - 木曜 8:21 - 10:55、2001年4月 - 2005年3月）

2001年度は『AREA J-Morning アサラジ・スクエア』として月曜 - 金曜 9:00 - 10:55の枠で放送、2002年度以降は月曜 - 木曜に短縮しAREA J-Morningの冠を外した。2003年10月より8:21 - 10:55に枠を拡大し、後番組『HYBRID MORNING』とほぼ同じ放送時間となった。2003年10月以降の正式な番組名は「膳憲太のアサラジ・スクエア」と冠が付く。
- シエスタしましょ（開局当初の午後ワイド番組） DJ:坂井淳子[16]
- EVENING RADIO JJ 〜LIFE ON THE MUSIC〜（月曜 - 木曜 17:10 - 18:30、2000年4月 - 2007年3月）

番組開始当初は17:00 - 18:55枠で米谷奈津子（月・火）、川内裕子（水）、藤木直美（木）が担当。2002年4月時点では17:10 - 18:30の枠で落水七重が担当。
- トワイライト・ステーション（月曜 - 金曜 18:06 - 19:55）

1986年2月時点では17:00 - 18:30に放送。
1990年代頃はDJ POCKY（坂元誠一、3代目パーソナリティー）とPeko（横山由美）が担当。
- NTTミュージックサロン（1986年時点の昼ワイド番組）DJ:柿塚日香里[16]
- 昼どき!歌謡パラダイス（月曜 - 木曜 11:30 - 12:55、2005年4月 - 2013年3月 DJ:甲斐完治（月）鬼束雄人（火）、Joe（水）、Mr.バニー（木）

2005年4月開始。中高年層を対象にしたリクエスト番組で、昭和時代の邦楽を放送する。後述の『TIME AFTER FOUR』と異なり、リスナーの便りが（リクエスト以外で）読まれたり、音楽とは直接は関係ないコーナーも存在する。聴取率は高いとされ、最高で20%を超えることもあった。オフ会も実施されている。2011年4月よりパーソナリティーが萩原純から日替わりに変更。EDは放送開始から荒井由実の「あの日にかえりたい」だったが、2011年11月から誕生日メッセージを読む「お誕生日コーナー」のコーナーのテーマ曲として月曜担当であるシンガソングライターの甲斐完治の作詞・作曲・編曲・プロデュースによる「愛する君よ…happy birthday」と言う曲が流れる。歌はJ&B×Hirupara All Star's（Jaffe&Bunny　with Hirupara All Star's）である。Jaffeこと甲斐完冶と木曜担当のMr.バニーが大部分を歌っているが、火曜担当の鬼束雄人、水曜担当のJoe歌唱部分もあり、全パーソナリティーが参加している。後にコンセプトを引き継いだ『Bunnyのナツウタ～昭和歌謡をあなたに～』が始まる。
- TIME AFTER FOUR（月曜 - 金曜 16:00 - 16:55、1987年10月 - 2015年3月） DJ：甲斐裕三郎（3代目、1996年から）

1987年10月開始。1950年代から1980年代までの洋楽をフルコーラス（エアチェックが可能な状態）で放送する（番組末期には1990年代前半の楽曲も放送していた）。選曲はパーソナリティー自身によるものと、リスナーからのリクエストで構成、進行はタイトルを紹介し、楽曲を掛け流すだけのシンプルなスタイルであった。2015年3月31日、7,122回をもって終了。27年半で延べ10万曲を放送した。歴代パーソナリティーは杉田忠教（初代）、鎌田文夫（2代目）、甲斐裕三郎（3代目）。
2003年時点では、金曜日は1980年代のディスコシーンをイメージしたプログラムとして、1980年代の楽曲をノンストップ・ミュージック構成で放送していた。
- グッドタイム（月曜 - 木曜 14:00 - 15:44、2016年10月3日 - 2024年3月28日） - DJ：樋口千穂（月曜・木曜）・マダム（火曜・水曜）

2016年10月の改編でDay by Day（JFNC制作）を打ち切る形で開始。番組開始から2020年末までは樋口千穂が全曜日を担当。樋口の出産準備のため2021年1月より日替わりパーソナリティに変更。2022年4月より産休明けの樋口千穂が番組に復帰した。2020年3月までは13:30開始であった。本番組終了後の同枠はJFNC制作番組（2024年4月時点ではレコレール）のネット受けとなっている。
歴代パーソナリティー：藤元丈生（火曜、2023年4月 - 2023年9月）
金曜日
- AREA J-Morning（金曜 8:20 - 10:55、2002年4月 - 2015年12月25日） DJ:S@KO・柿塚日香里

パーソナリティーのS@KOが病気療養に専念するため降板。代役パーソナリティーがいなかったため、番組自体も終了した。
- Reset♪（金曜 8:20 - 10:55、2016年1月 - 2018年3月） - DJ：新坂恵梨

土曜日
- ウラニーノヘボロックアワー（土曜 25:00 - 25:55 Kiss-FM KOBE・エフエム愛媛・エフエム山口・エフエム大分・エフエム鹿児島にもネット）

日曜日
- 音処みほちる（日曜 20:30 - 20:55） DJ：馬原美穂
- University Radio Cross（日曜 22:00 - 22:30）

宮崎大学・宮崎産業経営大学・宮崎国際大学の学生による制作。
- さくまひできの切ない夜は耳を澄まして - Kiss-FM KOBE・エフエム鹿児島にもネット
- SOUND ORIGINATOR（日曜 21:00 - 21:55、 - 2010年3月、全1147回） DJ：甲斐裕三郎・中神美智子・山下浩（3代目アシスタント）

時間帯を移動しながらも23年間続いた長寿番組だった。
- ワンダフルライフ4060（日曜 22:00 - 22:55、2005年4月 - 2010年3月） DJ：樋口恭雄・寺原リサ

その他
- FLASH BACK TO THE DISCO
- ミュージック・パレット
- サザン・ウィンド (Southern Wind)

DJ POCKYのデビュー番組（当時は本名の坂元誠一として出演）。アメリカ風のDJスタイルで進行する番組。1985年8月4日に日曜14時からの30分番組として開始、後に日曜17時からの1時間番組となった。
- WEEKLY TOP10
- ウィークエンド・フラッシュ
- おしゃべりムーンライト
- LIVE INFORMATION（金曜 11:30 - 11:50） DJ：中武秀太
- 音楽の森♪みやざき（日曜 8:00 - 8:50） パーソナリティー：桐原直子

エフエム宮崎の自社制作番組では唯一クラシック音楽を扱う。
- みやざきスポーツナビ（土曜 9:00 - 9:30） パーソナリティー:柳田みより
- Ride on 5!!（金曜 17:00 - 18:45） DJ：膳憲太

2007年4月2日に月曜 - 木曜の帯番組として開始、2013年9月より金曜に枠を移動。番組開始当初は前番組『EVENING RADIO JJ』の落水時代と同様に生活情報などを伝えていた。
- FLASH BACK -Classic Disco Mix-（金曜 19:00 - 19:55、- 2013年3月） DJ：DJ MACHAN
- Crush On Radio（金曜 19:00 - 19:55） - DJ：KAZ・山本円
- Yummy × Yummy（金曜 14:00 - 15:50、- 2019年3月） - DJ：マダム、中山真紀
- キリンビールプレゼンツ 寺田奈央の「一番レシピ」（土曜 15:55 - 16:00） - 寺田奈央
- つづくとしろうの見える密会ラヂオ（日曜 18:00 - 18:30） - DJ：木村つづく、シロー　宮崎ケーブルテレビと同時放送。
- DJ POCKYのSUPER RADIO CLUB（土曜 18:00 - 18:55、1991年 - 2020年9月26日） - DJ：DJ POCKY・山元彩加

29年続いた長寿番組。DJ POCKYが宮崎県内で活躍する「人」に焦点をあてスタジオに招きトークをする。
- STESSA WEEKEND PRESENTS「シンプルライフの法則!」（土曜 12:00 - 12:55） - パーソナリティー：Mr.バニー
- ぱかぱかしちょるよ!（土曜 9:00 - 9:30、2024年1月6日 - 2024年9月28日） - パーソナリティー：せんじ

2023年に実施された「MASPオーディション」（宮崎を愛しすぎたパーソナリティ・オーディション）のグランプリ受賞者による番組。

### パン対決
上記の番組のうち、『HYBRID MORNING』と『AREA J-Morning』の2番組間でパン対決を2回実施した。コンビニエンスストアのエブリワン（宮崎県内と鹿児島県曽於市内の店舗のみ）でそれぞれ1週間の限定発売。罰ゲームとして勝った番組の宣伝を、自らの番組内で行うことになっている。
- 第1回（2006年）

「木村のチョコナン」 (HYBRID MORNING) と「サコパン」・「昭和パン」 (AREA J-Morning) 。僅差でHYBRID MORNINGの勝利。
- 第2回（2007年7月）

「うなる巻」 (HYBRID MORNING) と「冷汁南ぱん」 (AREA J-Morning) 。「うなる巻」は台風4号の影響により、事実上6日間の販売。23対6（売り上げが上回った店舗数）でAREA J-Morningの勝利。

## マスコットキャラクター

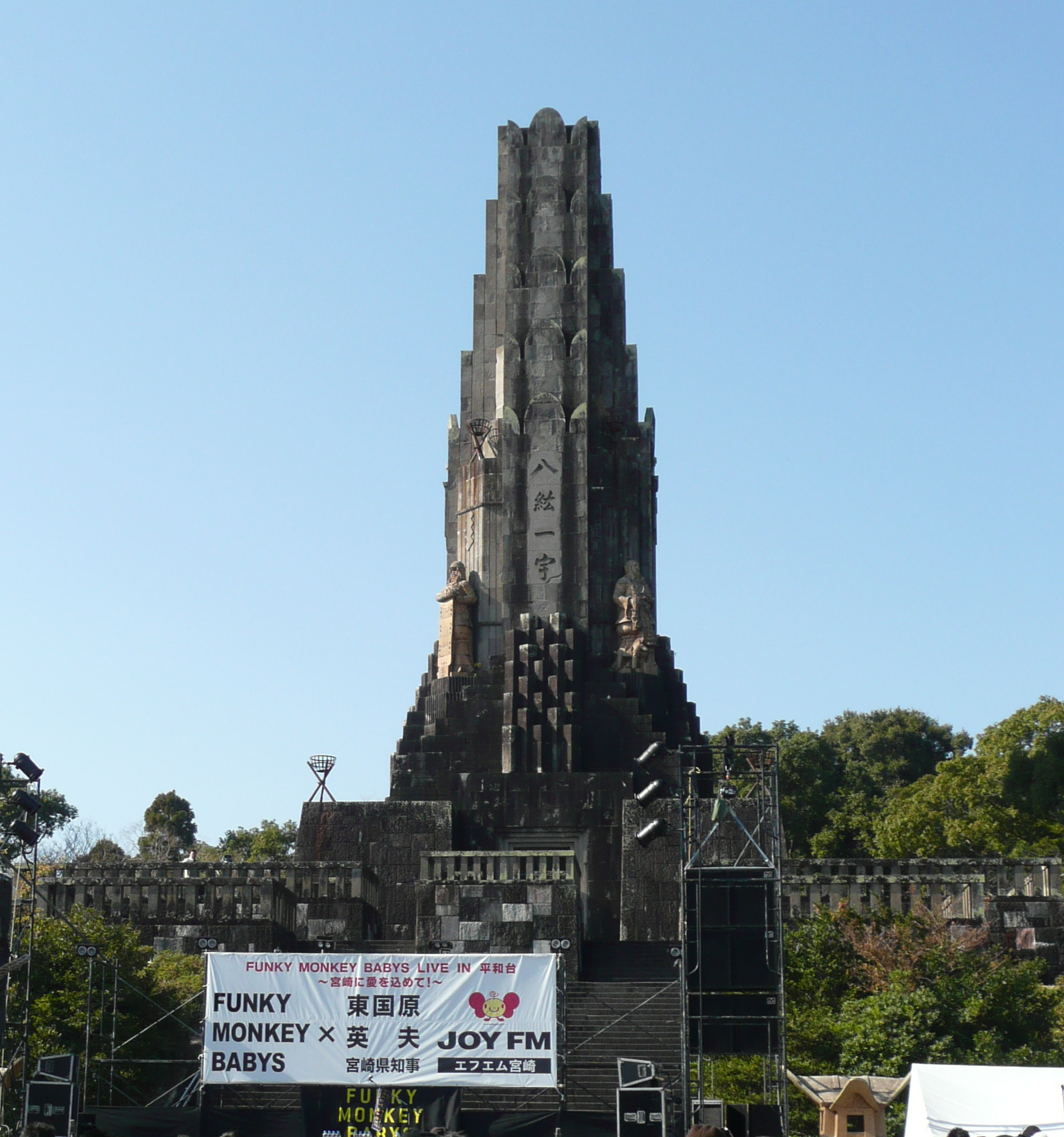
垂れ幕に描かれているキャラクターが「きいちょん」（2007年12月）

局キャラクターとして「きいちょん」というキャラクターがいる。音声メディアである性質上、番組内で言及されることはほとんどないが、公式サイトや番組表などに登場している。名前の由来は、宮崎弁で「聞いてる」の意味を持つ「きいちょる」から来ている。

## アナウンサー

### 現在
公式サイトや新聞広告では「パーソナリティ」として他出演者とまとめて紹介されているが、正式に「アナウンサー」と採用されているのは以下の2人のみ。所属は編成制作部となる。
- 吉良力郎
- 奥山真帆 - 唯一の女性アナウンサー。

### 過去
- 坂井淳子（現在、フリー）
- 久保田恵美
- 竹中清
- 横山由美（現在：フリー。実弟は中国放送アナウンサー・横山雄二[66]）
- 坂元誠一（現：DJ POCKY）
- 島田千賀子
- 関根信宏　（現在：フリー　元：長崎放送アナウンサー）
- 落水七重（現在：フリー、元：Kiss-FM KOBEアナウンサー）
- 米谷奈津子（現在：フリー、ノーメイク所属）
- 佐藤信洋
- 中武秀太

2008年入社。『ライブインフォメーション』のパーソナリティで、『Radio Paradise 耳が恋した!』のスタッフでもある。JFN38局で放送される『コスモアースコンシャスアクト ずっと地球で暮らそう。』エフエム宮崎担当。『Radio Paradise 耳が恋した!』では、シュウトラマンと呼ばれていた。
- 榎木田智子（現在：フリー、ストレスゼロ・トレーナーとしての活動も始めた）
- 膳憲太（現在：営業部） - 『Ride on 5!!』のパーソナリティでもある。なお、膳（苗字）は「かしわで」と読む。難読であるため読み間違われることがあるらしい。さらに郵便物では「繕」とか漢字を間違われることもあるらしい[要出典]。
- 村上史 （現在：NHK広島放送局キャスター）